# Anomala elongata
Anomala elongata är en skalbaggsart som beskrevs av Eugène Benderitter 1922. 
Anomala elongata ingår i släktet Anomala och familjen Rutelidae. Inga underarter finns listade i Catalogue of Life.